# Alldeutsche Vereinigung
Alldeutsche Vereinigung war der Name einer 1901 gegründeten völkischen, antiklerikalen interfraktionellen Vereinigung des Wiener Reichsrates, die 1891 von Georg von Schönerer unter dem Namen alldeutsche Bewegung gegründet wurde.
Sie ging aus der um 1880 entstandenen deutschnationalen Bewegung hervor, die sich in verschiedene rivalisierende Gruppierungen spaltete. Sie war zudem Begründerin des politischen Rasseantisemitismus in Österreich-Ungarn und agierte zwischen 1901 und 1902 erfolglos als Bewegungspartei („Alldeutsche Partei“) innerhalb des österreichischen nationalen Lagers.
Um die Jahrhundertwende (1899/1900) war sie darüber hinaus eine der ideologischen Stützen des radikalsten Flügels der Völkischen, der „deutschvölkischen Bewegung“, die ebenfalls für sich in Anspruch nahm, mit der deutschnationalen Bewegung identisch zu sein.
Die alldeutsche Vereinigung von Schönerers besaß durchaus eine Vorbildfunktion für die Alldeutschen in Deutschland, die 1894 den Alldeutschen Verband gründeten. Besonders hatte es ihnen der radikale Antisemitismus angetan. Dennoch waren die Verbindungen zwischen beiden Organisationen nur inoffiziell und nicht frei von Konflikten, wie sich besonders 1901 herausstellen sollte.

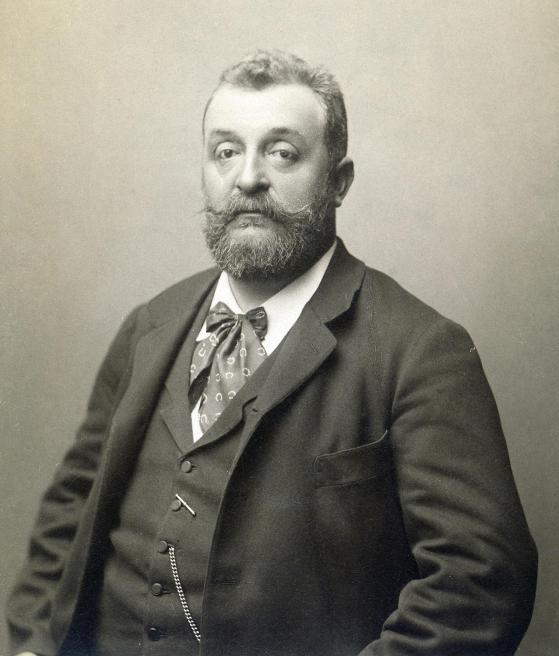
Georg von Schönerer um 1893

1901 unternahm Georg von Schönerer den Versuch, die Vereinigung in eine Bewegungspartei umzuwandeln („Alldeutsche Partei für Österreich“), wobei er damit in Gegensatz zu den Alldeutschen im Deutschen Reich trat, die ihren Verband offiziell als überparteilich definierten und daher den Begriff „alldeutsch“ im Parteinamen ablehnten.
1919 ging aus der alldeutschen Vereinigung der kurzlebige alldeutsche Verband für Deutschösterreich hervor, der offiziell der deutschen Schwesterorganisation unterstand und welcher von Schönerer zum Vorsitzenden hatte.

## Geschichte

### Vorgeschichte

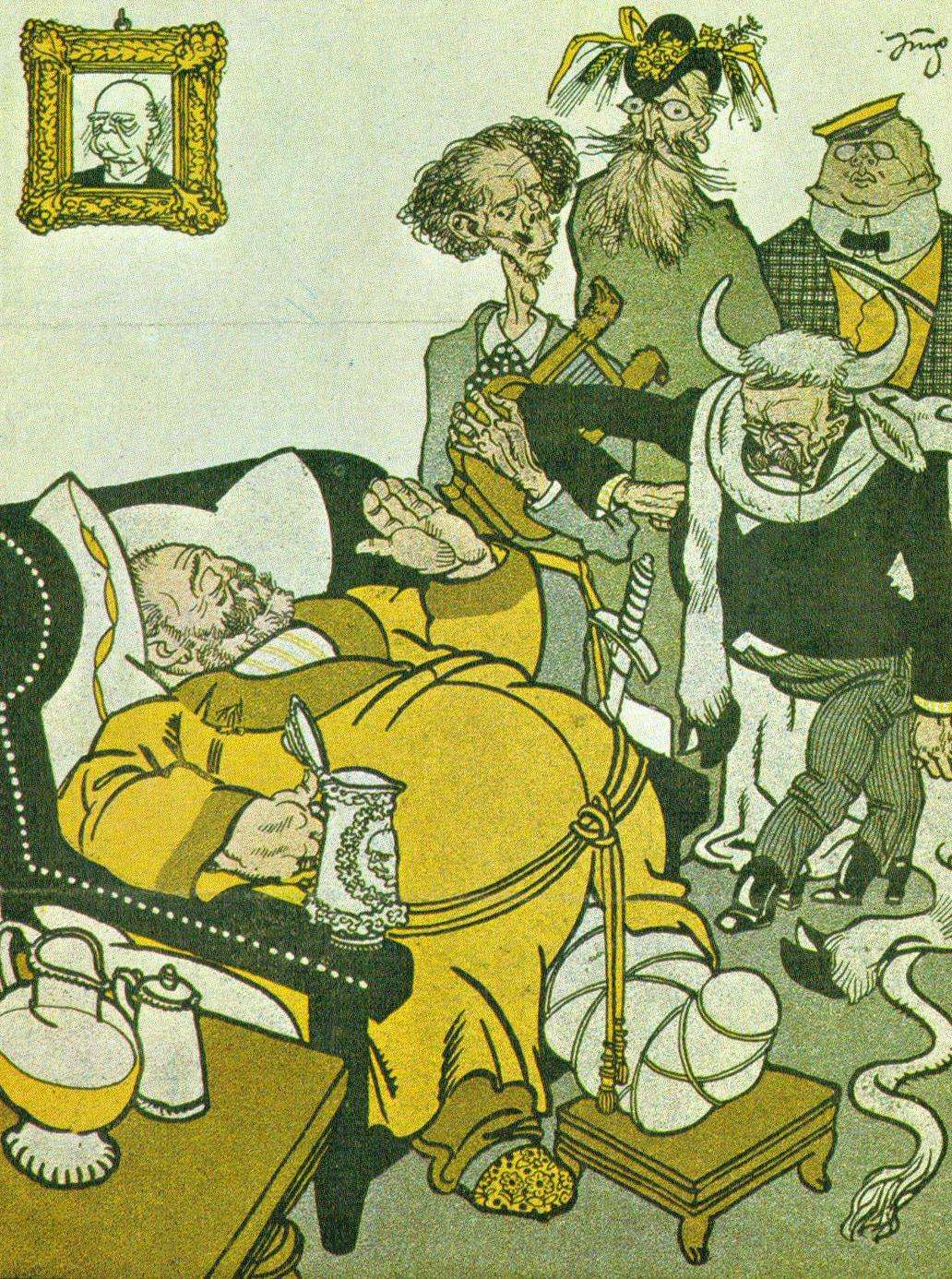
Karikatur von Moriz Jung mit dem Titel „Unsere Alldeutschen beim Alten Schönerer“ (Neue Glühlichter Nr. 4, Februar 1912)

Die österreichischen Alldeutschen lösten sich im Laufe der 1880er-Jahre vom deutschliberalen und deutschkatholischen Lager und bildeten unter Schönerer und Karl Hermann Wolf eine aktive irredentistische Minderheit. Obwohl die Anzahl der Alldeutschen im Reichsrat gering war, hatten sie doch starken Einfluss auf die akademische Jugend und den öffentlichen Dienst, vorrangig auf die Justiz. Die Bewegung empfand sich als einer der Rechtsnachfolger der Deutschnationalen Bewegung.

### 1901–1902
1901 verkündete von Schönerer zudem ein „alldeutsches Grundsatzprogramm“, welches das seit 1882 bestehende und 1895 durch ihn abgeänderte Linzer Programm ablöste und das bereits für die kommende Reichsratswahl gelten sollte. Kernpunkte dieses Programms waren staatliche Dismembration Österreich-Ungarns, bundesstaatliche Angliederung der „deutschen Bundesstaaten“ Österreichs an Deutschland, Entmachtung der römisch-katholischen Kirche und die Aufforderung, dass sich „die Deutschen Österreichs“ der „deutschen Kirche“ (= protestantische Kirche) anschlössen, Schaffung eines „völkischen Rassestaates“ unter föderaler Einbindung der heutigen Beneluxstaaten. „Alldeutschland“ solle zudem bis 1950 alle Territorien zurückerhalten, die bis zum 16. Jahrhundert zum Heiligen Römischen Reich gehört hatten. Kern dieses Alldeutschland sollte Großdeutschland bilden, die deutschsprachigen Gebiete Österreichs, die bis 1866 zum Deutschen Bund gehört hatten, und das Deutsche Reich. Dies entsprach im Wesentlichen der großdeutschen Lösung von 1848/49. Der Schweiz wurde anheimgestellt, ob sie gesamtstaatlich oder nur mit den deutschen Landesteilen Alldeutschland beitreten würde.
Bei der Reichsratswahl 1901 konnten die österreichischen Alldeutschen die Anzahl ihrer Mandate im Reichsrat von sechs auf 21 erhöhen. Dies war der größte Wahlerfolg in ihrer Geschichte. Die alldeutschen Abgeordneten erstrebten die Festlegung der deutschen Sprache als Amtssprache in Cisleithanien, förderten die Los-von-Rom-Bewegung, eine Personalunion mit Ungarn und ein durch einen Staatsvertrag festzustellendes Schutz- und Trutzbündnis mit dem Deutschen Reich.
Bereits im Herbst 1901 kam es zum offenen Bruch zwischen Karl Hermann Wolf und von Schönerer, nachdem sich herauskristallisierte, dass Ersterer aufgrund seiner nicht so radikalen Haltung von der Mehrheit der Deutschnationalen, Deutschliberalen und Christlichsozialen als eigentlicher Führer der Alldeutschen anerkannt wurde.
Daher starteten die „Schönerianer“, das heißt, der Schönerer-Flügel in der alldeutschen Vereinigung eine Rufmordkampagne gegenüber Wolf, indem sie diesen der „Ehrlosigkeit“ bezichtigten, indem man Wolf unterstellte, ein Verhältnis mit der Frau eines Vorstandsmitglieds angefangen zu haben. Zudem hatte dieser im Oktober 1901 mit einigen Gesinnungsgenossen die „freialldeutsche Vereinigung“ begründet und einen Kredit aufgenommen, um das Blatt „Ostdeutsche Rundschau“ zu retten. Man unterstellte Wolf zudem, dass er beabsichtige, mit der Umwandlung der Gesellschaftsform der Zeitung die Rückzahlung des Kredites zu vermeiden.
Im Dezember 1901 begann Wolf daher, seinen Rückzug aus der Politik vorzubereiten, nachdem der innerparteiliche Konflikt mit von Schönerer mit der von diesem losgetretene Kampagne persönlich geworden war.

### 1902–1919
Die Gruppe um Wolf spaltete sich 1902 endgültig als Frei-Alldeutsche (später Deutschradikale Partei) mit 12 Abgeordneten von der alldeutschen Fraktion ab und noch im gleichen Jahr verkaufte Wolf die Ostdeutsche Rundschau und gründete die Freialldeutsche Partei, obgleich er ab diesem Zeitpunkt nur noch als Redner auftrat. Die Freialldeutschen, gleich den übrigen Alldeutschen, antisemitisch ausgelegt, scheuten sich nicht, auch auf jüdische Unterstützung in Form „deutschbewusster Juden“ zu zählen, wolle man den Flügel um Schönerer unschädlich machen. Daher war die Wolfpartei auch in den sudetendeutschen Gebieten erfolgreicher als die Gruppe um Schönerer. Sie griffen damit wieder Traditionen der deutschnationalen Bewegung auf.
Der radikale, antisemitische Flügel des österreichischen Alldeutschtums, der seine Wähler vor allem in den sudetendeutschen Grenzgebieten fand, hatte zwar keinen direkten politischen Erfolg. Seiner Ideologie gelang es aber, die meisten deutschen Parteien, primär die Christlichsozialen, zu unterwandern.

„Die Tendenz, dem Alldeutschtum durch teilweise Übernahme seiner Forderungen den Wind aus den Segeln zu nehmen – ein Unterfangen, das in vieler Hinsicht erfolgreich war – erschien auf lange Sicht dem Staatsgefüge der Monarchie viel gefährlicher als das Programm des unverhüllten nationalen Radikalismus und Imperialismus.“

Obwohl die Vereinigung im Juli 1904 offiziell aufgelöst worden war, saßen 1905 noch acht alldeutsche Abgeordnete im Wiener Reichsrat, die 1901 allesamt in den Sudetenländern gewählt worden waren. Diese Abgeordneten waren nun jedoch fraktionslos.
Bei den ersten allgemeinen und gleichen Wahlen für Männer 1907 erzielten die alldeutschen und radikal-deutschnationalen Parteien in Wien nur 2,8 % der Stimmen. Nur drei alldeutschen Kandidaten gelang der Sprung in den Reichsrat. Bei der kommenden Wahl von 1911 eroberten die Schönerianer vier Abgeordnetensitze im Parlament. Zum gleichen Zeitpunkt gab es weit größere, jedoch gemäßigtere deutschnationale Parteien. Die deutschnationalen Parteien hatten sich 1910 im Deutschen Nationalverband zusammengeschlossen, der 1917 wieder zerfiel.
Für die österreichischen Alldeutschen stellten im Ersten Weltkrieg innere Reformen zur Sicherung und Stärkung der Vorherrschaft der Deutschen ihr wichtigstes Kriegsziel dar. Die Ideen der Alldeutschen Vereinigung wurden partiell später von den Nationalsozialisten in der österreichischen Republik sowie in der Tschechoslowakei übernommen.

### 1919–1923
1919 wurde in Wien der „alldeutsche Verband für Deutschösterreich“ gegründet, der eine Tochterorganisation des reichsdeutschen Verbandes darstellte. Die Landesleitung Wien unterstand offiziell Georg von Schönerer und die Alldeutschen traten mit diesem Verband ab 1922 als Partei „Alldeutsche Partei Österreichs“ erfolglos bei Wahlen an. Letztlich ging die Partei um 1923 in der DNSAP Österreichs auf.

## Politische und ideologische Positionen
Die Alldeutsche Bewegung war großdeutsch, antisemitisch, antimarxistisch und antidemokratisch ausgerichtet. Mit der Übernahme der antisemitischen Komponenten begann die Trennung von den Liberalen und den gemäßigten Deutschnationalen, die weiterhin zur christlichen Kirche standen, während Schönerer begann, seine Bewegung vom Judeo-Christentum ab- und zu Wotan hinzuwenden.

Propagandastoff, den die Alldeutschen zur Aufschaukelung des Chauvinismus lieferten, war insbesondere die Forderung nach mehr Ellbogenraum im Osten und Südosten, 

„um der gesamten germanischen Rasse diejenigen Lebensbedingungen zu sichern, deren sie zur vollen Entwicklung ihrer Kräfte bedarf, selbst wenn darüber solch minderwertige Völkchen wie Tschechen, Slowenen und Slowaken ihr für die Zivilisation nutzloses Dasein einbüßen sollten. Nur den großen Kulturvölkern kann das Recht auf Nationalität zugestanden werden.“

Zu Beginn der 1890er-Jahre entwickelten alldeutsche Theoretiker Pläne zur Aufteilung der Monarchie in kleine, direkt oder indirekt abhängige, zu germanisierende Staatsgebilde.
Dass den alldeutschen Bestrebungen in der Habsburgermonarchie letztlich kein Erfolg beschieden war, lag nicht zuletzt am Interesse des verbündeten Deutschland, den Staat unter österreichisch-ungarischer Führung im deutschen Kielwasser zu halten, nicht aber zur weiteren nationalen Zersetzung und letzten Endes zur Auflösung der Monarchie beizutragen, die schließlich nur russischen Interessen dienen konnte. Die Erhaltung der Donaumonarchie lag also eindeutig im machtpolitischen Interesse des Deutschen Reiches.